# Zond–8
Zond–8 (oroszul: Зонд–8) a Zond-program keretében a szovjet holdprogram holdrepülésre szánt Szojuz 7K–L1 űrhajó személyzet nélküli repülése volt.

## Küldetés
A Szojuz űrhajó speciális változata, a holdra szállás emberi kísérletének előkészítése. Feladata repülés a Föld-Hold-Föld útvonalon történő üzemeltetésének további vizsgálata, fotózási tevékenység (három alkalommal) a Hold és a Föld irányába. A Szojuz 7K–L1 típusú űrhajó 14. példánya, felépítése, kis eltéréssel programja megegyezett a Zond–4, Zond–5, Zond–6, Zond–7 űrhajókkal.

## Jellemzői
1970. október 20-án a Bajkonuri űrrepülőtérről egy Proton–K (UR–500K) hordozórakétával indították Föld körüli parkolópályára. A start után a parkolópályán a rakéta-végfokozat hajtóművének beindításával, pályamódosítással a második kozmikus sebességet elérve indult a Hold felé. Október 22-én pályakorrekció után október 24-én 1120 km-re megközelítette a Holdat.
1970. október 27-én a Föld északi féltekéje felé közeledve kétfokozatú visszatérési módszerrel leszállt az Indiai-óceánra, a Chagos-szigetektől 730 km délkeletre. Fedélzetén fekete-fehér és színes fényképekkel, illetve mérési adatokat hozott vissza. A visszatérő egységet egy szovjet hajó először Mumbaiba, majd onnan egy An–12-es fedélzetén Moszkvába szállították.

## Technikai adatok
- Energiaellátását akkumulátorok és napelemek összehangolt egysége biztosította.
- Tömege 5140 kilogramm, hossza 4,5 méter, átmérője 2,72-2,2 méter. A hengeres testhez kapcsolódó napelemeinek fesztávolsága 10 méter.
- Fő részei a visszatérő modul és a műszaki egység.
  - A visszatérő kabin tartalma: rádió-vevőberendezés, akkumulátorok, hőszabályozó rendszer, tudományos műszerek, a kísérleti állatok és növények tartályai, nagy felbontóképességű fotóberendezés, valamint televíziós felvevőrendszer, amely 3 napon át közvetítette a Föld képét.
  - A műszaki egység tartalma: vezérmű, telemetriai, energiaellátó és orientációs rendszer, korrekciós és fékező hajtóművek, a hőszabályozás elemei, külső felületén a napelemek és a parabolaantenna.

## Külső hivatkozások
- Zond–8. lib.cas.cz. (Hozzáférés: 2012. december 24.)
- Zond–8. cwru.edu. [2012. október 11-i dátummal az eredetiből archiválva]. (Hozzáférés: 2012. december 24.)
- Képek a Holdról Zond–8. cwru.edu. (Hozzáférés: 2012. december 24.)
- Tények a Zond programról Zond–8. cwru.edu. (Hozzáférés: 2012. december 24.)